# Sphecapatodes fursovi
Sphecapatodes fursovi är en tvåvingeart som beskrevs av Boris Borisovitsch Rohdendorf 1975. Sphecapatodes fursovi ingår i släktet Sphecapatodes och familjen köttflugor.
Artens utbredningsområde är Kazakstan. Inga underarter finns listade i Catalogue of Life.